# Ist ja irre – ’ne abgetakelte Fregatte
Ist ja irre – ’ne abgetakelte Fregatte (Originaltitel: Carry On Jack) ist eine britische Filmkomödie von Gerald Thomas aus dem Jahr 1964. Peter Rogers produzierte den achten Film der 1958 begonnenen Carry-On-Filmreihe.

## Inhalt
Wir befinden uns 1805 mitten im britisch-spanischen Seekrieg. Kapitän Fearless hat nur einen Wunsch – einen ruhigen Schreibtischposten. Doch dummerweise bekommt er das Kommando über die königliche Fregatte Venus.
Zu diesem Schiff ist auch der Held des Films, Albert Poop-Decker, als Midshipman abkommandiert worden. Dummerweise werden ihm in einer Spelunke seine Papiere und seine Order gestohlen und er selbst wird schanghait – ironischerweise auf sein Schiff, die Venus. Niemand will ihm glauben, dass er Midshipman Poop-Decker ist, denn eine andere Person gibt sich für ihn aus. So muss er in den sauren Apfel beißen und als einfacher Matrose schuften. Nur der ebenfalls entführte tölpelhafte Walter Sweetley hält zu ihm.
Währenddessen rumort es in der Mannschaft und unter den Offizieren, da Kapitän Fearless allen Gefechten, allen Aussichten auf Ruhm und Beute aus dem Weg geht. Es kommt zu einer (Art) Meuterei, in dessen Verlauf Kapitän Fearless, Poop-Decker, Sweetley und der falsche Poop-Decker, der in Wahrheit eine Frau ist, das Schiff verlassen. Natürlich ist das aber noch nicht das Ende, und die Chance zur Bewährung für die vier Helden wird noch kommen.

## Hintergrund
Im ersten Film des neuen Drehbuchautors Talbot Rothwell begab man sich nach Ist ja irre – der Schiffskoch ist seekrank zum zweiten Mal auf ein Schiff, und zum ersten Mal wagte man sich an einen historischen Stoff, an einen Kostümfilm, mit dem die Reihe am Ende vor allem in Verbindung gebracht werden sollte. Rothwell orientierte sich beim Verfassen des Drehbuchs an den Captain-Hornblower-Geschichten von Cecil Scott Forester.
Ursprünglich sollte der Film Carry On Up The Armada heißen, jedoch erzwangen die Zensoren eine Umbenennung und schlugen Carry On Sailor vor. Allerdings wollten die Produzenten nicht, dass man den Film eventuell mit Carry On Cruising verwechselt, deshalb entschied man sich am Ende für Carry On Jack.
Auffällig ist an diesem Teil der Serie, dass nur ein vergleichsweise kleiner Teil der Stammbesetzung (Charles Hawtrey, Kenneth Williams, Jim Dale) eingesetzt wird, jedoch viele – auch recht namhafte – Gaststars wie Juliet Mills, Donald Houston und Cecil Parker mitwirken. Außerdem hat Bernard Cribbins in der Hauptrolle seinen ersten von drei Gastauftritten in der Reihe.
Der Film kam 1965 unter dem Titel Held im Hemd in die Filmtheater der DDR. In der Bundesrepublik fand keine Kinoauswertung statt.

## Synchronisation
Eine neue deutsche Synchronbearbeitung entstand 1986 im Auftrag des ZDF unter der Dialogregie von Edgar Ott. Das Dialogbuch stammt von Gerda von Rüxleben.
| Rolle                            | Darsteller          | Synchronsprecher      |
| -------------------------------- | ------------------- | --------------------- |
| Albert Poop-Decker               | Bernard Cribbins    | Ulrich Gressieker     |
| Kapitän Fearless                 | Kenneth Williams    | Horst Gentzen         |
| Walter Sweetley                  | Charles Hawtrey     | Wilfried Herbst       |
| Sally                            | Juliet Mills        | Traudel Haas          |
| Jonathan Howett, Erster Offizier | Donald Houston      | Hans-Werner Bussinger |
| Sänftenträger                    | Jim Dale            | Uwe Paulsen           |
| Mr. Angel                        | Percy Herbert       | Manfred Lehmann       |
| Erster Seelord                   | Cecil Parker        | Jochen Schröder       |
| Roger Patch                      | Peter Gilmore       | Claus Jurichs         |
| Dom Luise                        | Patrick Cargill     | Hermann Ebeling       |
| Hook                             | Ed Devereaux        | Karl Schulz           |
| Hardy                            | Anton Rodgers       | Hans Nitschke         |
| Stadtschreier                    | Michael Nightingale | Otto Czarski          |
| Alter Sänftenträger              | Ian Wilson          | Ingo Osterloh         |
| Ned                              | George Woodbridge   | Manfred Grote         |

## Kritiken
- „Seekriegsposse von handfester Heiterkeit.“ – Lexikon des internationalen Films[2]

- „Seekriegsposse (…); zerdehnte Klischees, doch nicht ohne einige amüsante Gags.“ (Wertung: 1½ von 4 möglichen Sternen = mäßig) – Adolf Heinzlmeier und Berndt Schulz: Lexikon „Filme im Fernsehen“[3]